# Per sempre (Francesco Benigno)
Per sempre è il terzo album del cantante e attore siciliano Francesco Benigno in lingua napoletana, pubblicato nel 1997 con un duetto con il cantante Martino.

## Tracce
1. Ragazzo fuori - La storia
2. Le gambe più belle del mondo
3. Caro amico (con Martino)
4. Una domenica speciale
5. I giorni con te
6. La mia identità
7. Lasciarti o no!
8. Na casarella
9. È notte
10. Carcerato rap